# Myakuhaku
Myakuhaku (脈拍) é o décimo terceiro álbum de estúdio da banda japonesa de rock MUCC, lançado em 25 de janeiro de 2017 no Japão. Foi produzido por Ken do L'Arc-en-Ciel e Miya. Alcançou a décima sétima posição na Oricon.
O singles do álbum são "Yueni, Matenrou", "Heide" e o tema de abertura de Nanatsu no Taizai: Seisen no Yochou, "Classic".

## Lançamento
Myakuhaku foi lançado em 25 de janeiro de 2017 no Japão, em três edições: as limitadas A, B e a regular. As edições limitadas contém um documentário da banda falando sobre o álbum e os 20 anos de banda e um DVD ao vivo do show MITO GROOVIN'2016. Além disso, a edição A contém um encarte bônus de 60 páginas e foi limitada a 3000 cópias. A edição regular contém apenas o CD de 14 faixas. Na Europa, foi lançado em 10 de fevereiro de 2017 pela Gan-Shin.

## Recepção
Alcançou décima sétima posição nas paradas da Oricon Albums Chart e manteve-se por quatro semanas.
Em 2017 a banda ROACH fez um cover de "Heide", Flow fez um de "Classic" e o próprio produtor do álbum, Ken, fez um de "EMP" para o álbum tributo Tribute of MUCC -en-.

## Faixas[6]
| N.º            | Título                            | Letras          | Música         | Duração |  |
| 1.             | "Myakuhaku" (脈拍)                | Miya            | Miya           | 4:51    |  |
| 2.             | "Zettai Zetsumei" (絶体絶命)      | Miya            | Miya           | 4:40    |  |
| 3.             | "Classic"                         | Yukke, Tatsurou | Yukke          | 3:49    |  |
| 4.             | "KILLEЯ"                          | Tatsurou        | Miya           | 5:34    |  |
| 5.             | "BILLY×2 ～Entwines ROCK STARS～" | Tatsurou        | Satochi, Miya  | 4:04    |  |
| 6.             | "Ringo" (りんご)                  | Miya            | Yukke, Miya    | 5:05    |  |
| 7.             | "EMP"                             | Tatsurou        | Miya           | 5:01    |  |
| 8.             | "Yueni, Matenrou" (故に、摩天楼)  | Miya            | Miya           | 4:41    |  |
| 9.             | "Himitsu" (秘密)                  | Tatsurou        | Yukke          | 4:24    |  |
| 10.            | "Commune" (コミューン)            | Miya            | Miya           | 4:19    |  |
| 11.            | "Wasurenagusa" (勿忘草)           | Tatsurou        | Tatsurou       | 4:15    |  |
| 12.            | "Sirius" (シリウス)               | Miya            | Miya           | 4:58    |  |
| 13.            | "Fuka" (孵化)                     | Tatsurou        | Miya           | 5:54    |  |
| 14.            | "Heide" (ハイデ)                  | Tatsurou        | Miya           | 7:18    |  |
| Duração total: | Duração total:                    | Duração total:  | Duração total: | 60:09   |  |

## Ficha técnica
Mucc
- Tatsurō (逹瑯) - vocal
- Miya (ミヤ) - guitarra
- Yukke - baixo
- SATOchi (SATOち) - bateria

Produção
- Ken - produção

## Desempenho nas paradas
| Parada (2013)                | Posição de pico |
| ---------------------------- | --------------- |
| Japão (Oricon Singles Chart) | #17             |